# Sarasaeschna sabre
Sarasaeschna sabre là loài chuồn chuồn trong họ Aeshnidae. Loài này được Wilson & Reels mô tả khoa học đầu tiên năm 2001.